# 仁藤和良
仁藤 和良（にとう かずよし、1976年3月6日 - ）は、日本の実業家、人材・組織開発コンサルタント。株式会社ビヨンド代表取締役社長。
アクセンチュア、リクルートマネジメントソリューションズを経て、2013年に人材・組織開発コンサルティングファーム、株式会社ビヨンドを設立。
「自分を生きる人たちによる、幸せの共創の世界を創る」をミッションに、深層心理学や哲学等をもとに独自に開発した「SCT（セルフコンフィデンス・テクノロジー）」という思想・技術体系を用いた「一皮むける研修プログラム」を提供。一部上場企業からベンチャーまで多くの組織の人・組織の活性化・健全化を支援している。出身は千葉県。

## 略歴
千葉県出身。私立市原中央高等学校卒業。
- 2001年： 早稲田大学法学部卒業。
- 2001年から2005年： アクセンチュア勤務。
- 2005年から2012年： リクルートマネジメントソリューションズ勤務。
- 2013年から： 株式会社ビヨンドを設立、代表取締役社長に就任。

## インタビュー
- 一人ひとりが“見えない世界”を自覚し 新たな働き方を紡ぎあげることが大切 - BEST TiMES（ベストタイムズ）（2021年）